# 八一飛行表演隊
八一飛行表演隊是中國人民解放軍空軍的飛行表演隊，隶属中国人民解放军中部战区空军。

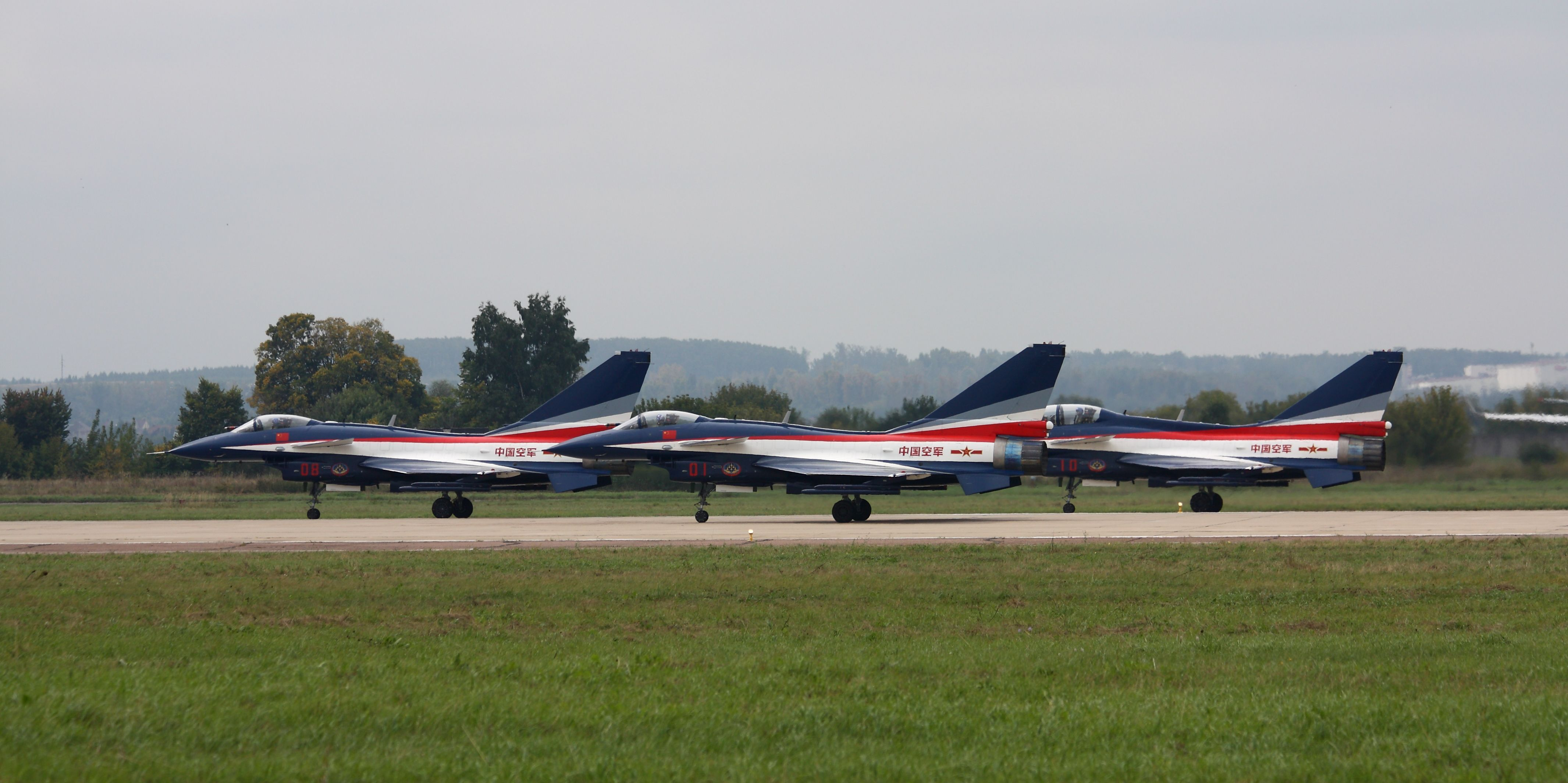
八一飛行表演隊起飛

## 简介
1961年，印度尼西亚总统蘇加諾应邀訪華，印度尼西亚方面要求按照國際慣例，當总统專機進入中國領空後要有8架戰機護送，中华人民共和国国务院总理周恩來隨即要求空軍司令员劉亞樓迅速抽调8名飞行员，临时组建护航大队，圆满完成了此次护航任务。
1962年2月1日，空军司令员刘亚楼颁布命令：组建中国人民解放军护航表演大队，任命邵彦魁为护航表演大队队长；胡衍林为护航表演大队政治委员；王正孝为护航表演大队副队长；邹全文为护航表演大队副政治委员；刘光泽为护航表演大队参谋长。1962年2月15日，中共中央军委颁布《关于成立中国人民解放军空军护航表演大队的命令》。周恩來说：“表演队要与中华人民共和国共存。”中华人民共和国主席刘少奇要求表演做到“国家大礼，万无一失。”表演队成立后，邓小平、陈毅、贺龙、叶剑英、聂荣臻、罗瑞卿、杨尚昆等人多次观看表演队的飞行护航表演。1987年8月1日，表演队正式命名为“中国人民解放军空军八一飞行表演队”，主要任务是对外迎宾及礼仪特技表演飞行。
八一飞行表演队长期是中国人民解放军空军唯一的飞行表演队。2011年，空军航空大学成立“天之翼”飞行表演队，空军第三飞行学院成立“红鹰”飞行表演队，使中国人民解放军空军的飞行表演队增加到三支。
2016年深化国防和军队改革中，八一飞行表演队的上级单位中国人民解放军北京军区空军撤销，八一飞行表演队转隶中国人民解放军中部战区空军。
2015年时，八一飞行表演队飞行员的选拔有三个硬性标准：年龄36岁以下，飞行时间800小时，歼-10飞行总时间200小时以上。

## 历任领导
| 队长 1. 邵彦魁（1962年1月—1967年9月） 2. 王正孝（1967年9月—1971年12月） 3. 董修振（1971年12月—1975年12月） 4. 王有进（1975年12月—1980年2月） 5. 谷信（1980年2月—1982年12月） 6. 朱运迎（1982年12月—1984年12月） 7. 侯洪仁（1984年12月—1986年12月） 8. 肖庆友（1986年12月—1989年7月） 9. 陈祥生（1989年7月—1992年9月） 10. 丁安庆（1992年9月—1997年11月） 11. 吴国辉（1997年11月—2002年4月） 12. 李秋（2002年4月—2007年） 13. 陆兵（2007年—2008年） 14. 楼国强（2008年2月—2009年） 15. 曹振（2009年12月—2013年） 16. 曹振忠（2013年—） | 政治委员 1. 胡衍林（1962年1月—1970年4月） 2. 楼禹声（1970年4月—1976年12月） 3. 范开卿（1976年12月—1978年1月） 4. 陈家昌（1979年1月—1983年10月） 5. 徐方增（1983年10月—1989年7月） 6. 廖孝安（1989年7月—1990年12月） 7. 李洪（1990年12月—1994年3月） 8. 杨南庭（1994年3月—1997年5月） 9. 王成兴（1997年5月—1999年3月） 10. 唐焕齐（1999年3月—2002年1月） 11. 金忠（2002年1月—2006年） 12. 颜勇（2006年—？） 13. 刘培龙（？—？） |

## 機種

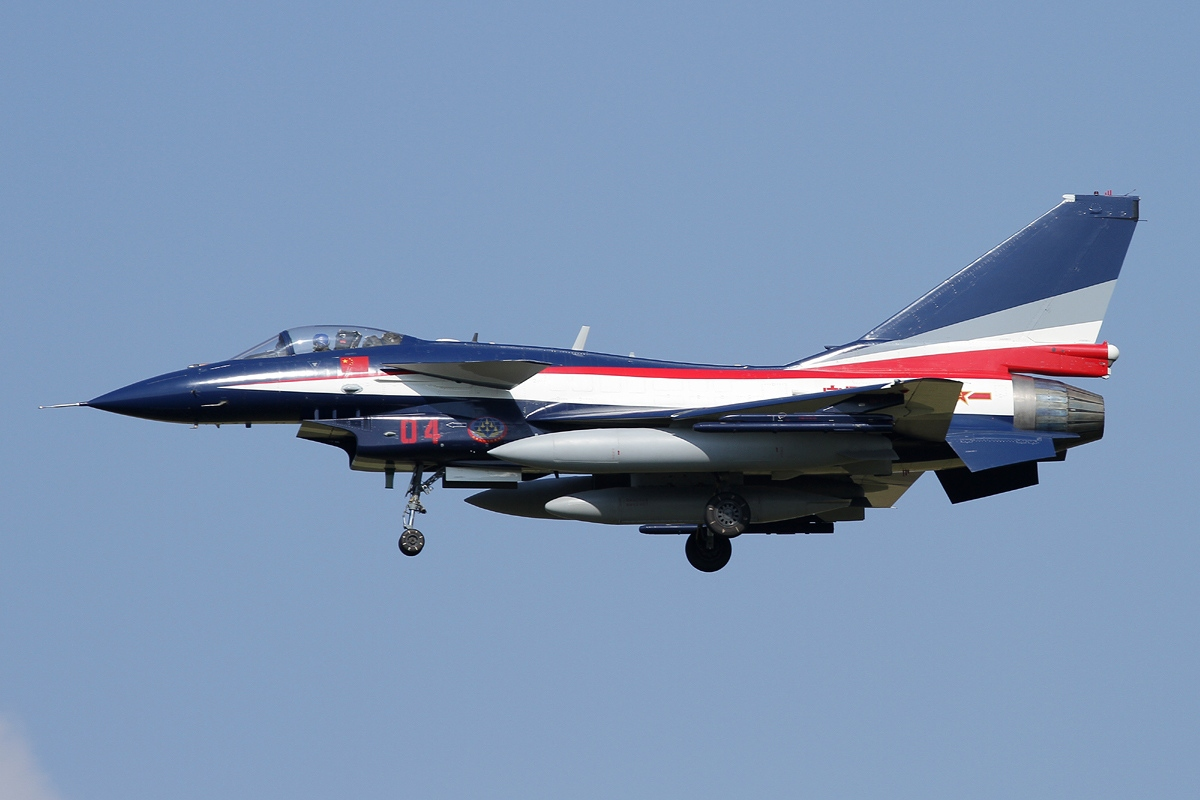
J-10AY

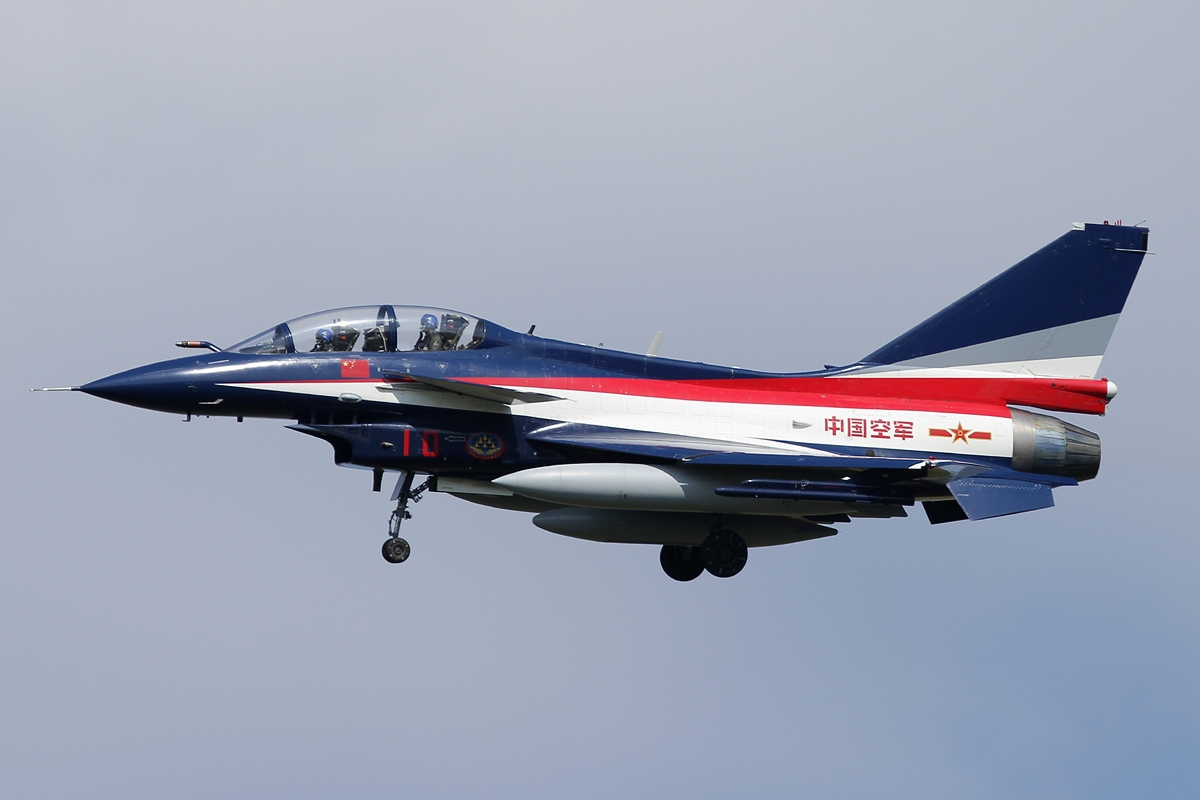
J-10SY

由1962年成立以來，八一飛行表演隊共使用過7種戰機：
- 歼-5（1962年至1974年）
- 歼-6（1974年至1980年）
- 歼教-5（1980年至1995年）
- 歼-7EB（1995年至2005年）
- 歼-7GB（2005年至2009年）
- 歼-10A/S（2009年至今）
- 歼-10C（2023年至今）[17]

## 荣誉
- 2012年2月，中央军委主席胡锦涛签署通令，为八一飞行表演队记一等功。[18]

## 事故
- 2016年11月12日，八一飞行表演队一架双座殲-10戰鬥機於天津市武清區的飛行訓練中故障墜毀于河北省玉田縣陈家铺乡大杨铺村西南，飞行员为一男一女，男飞行员跳伞成功，但身体受伤。女飞行员余旭上尉彈射成功后，撞上另一架戰機身亡。余旭上尉是中国空军第一批能飞三代战机的四名女飞行员之一。[19][20]

## 图集

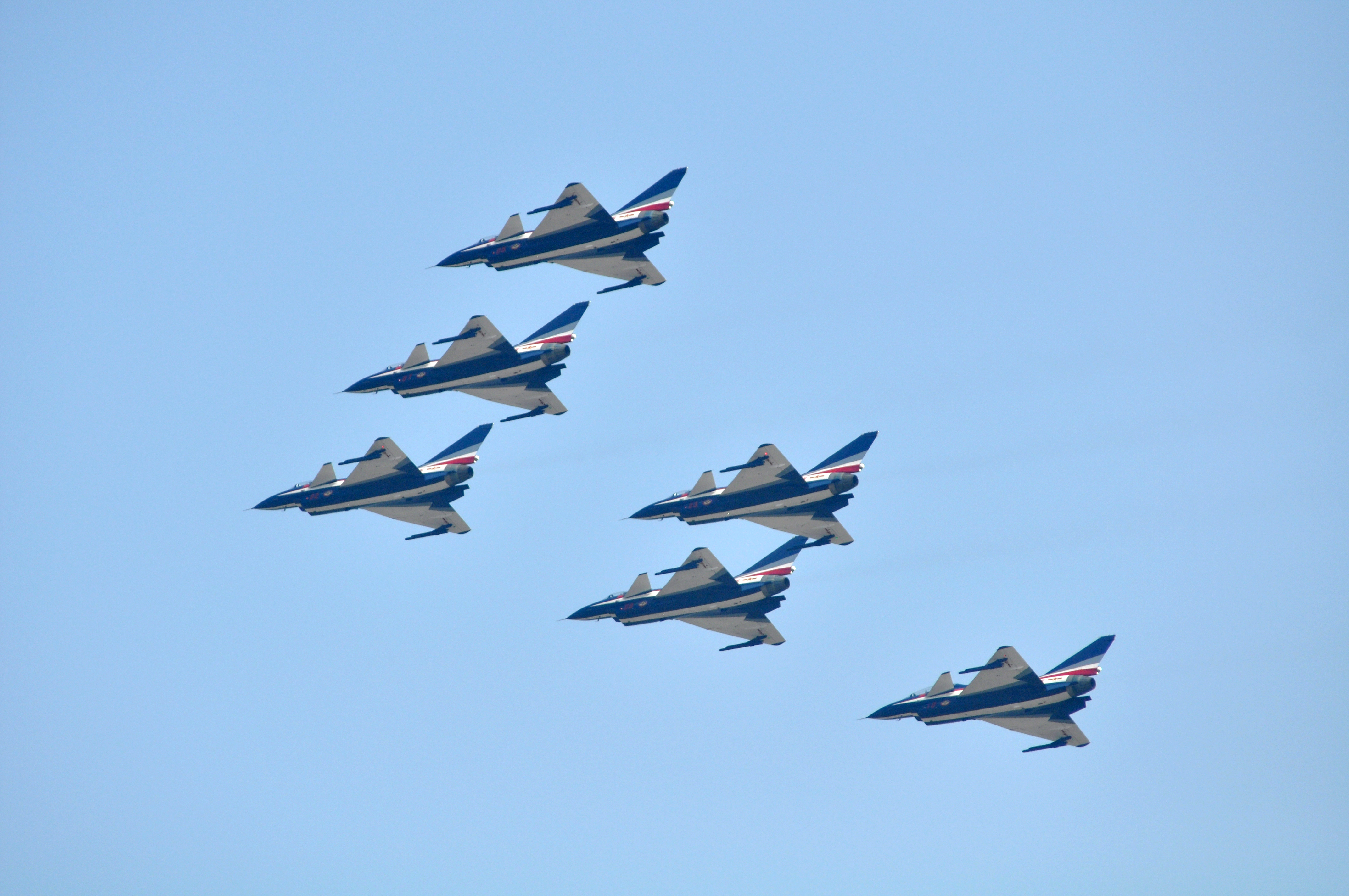
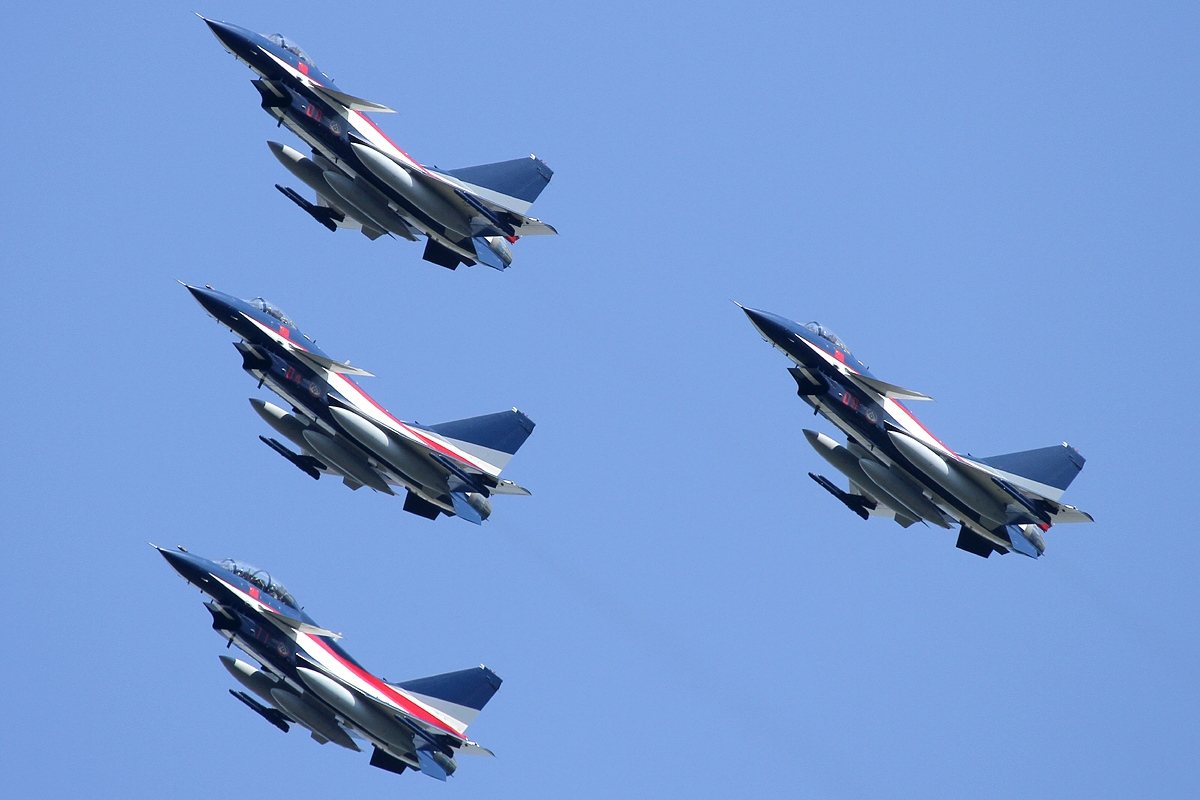
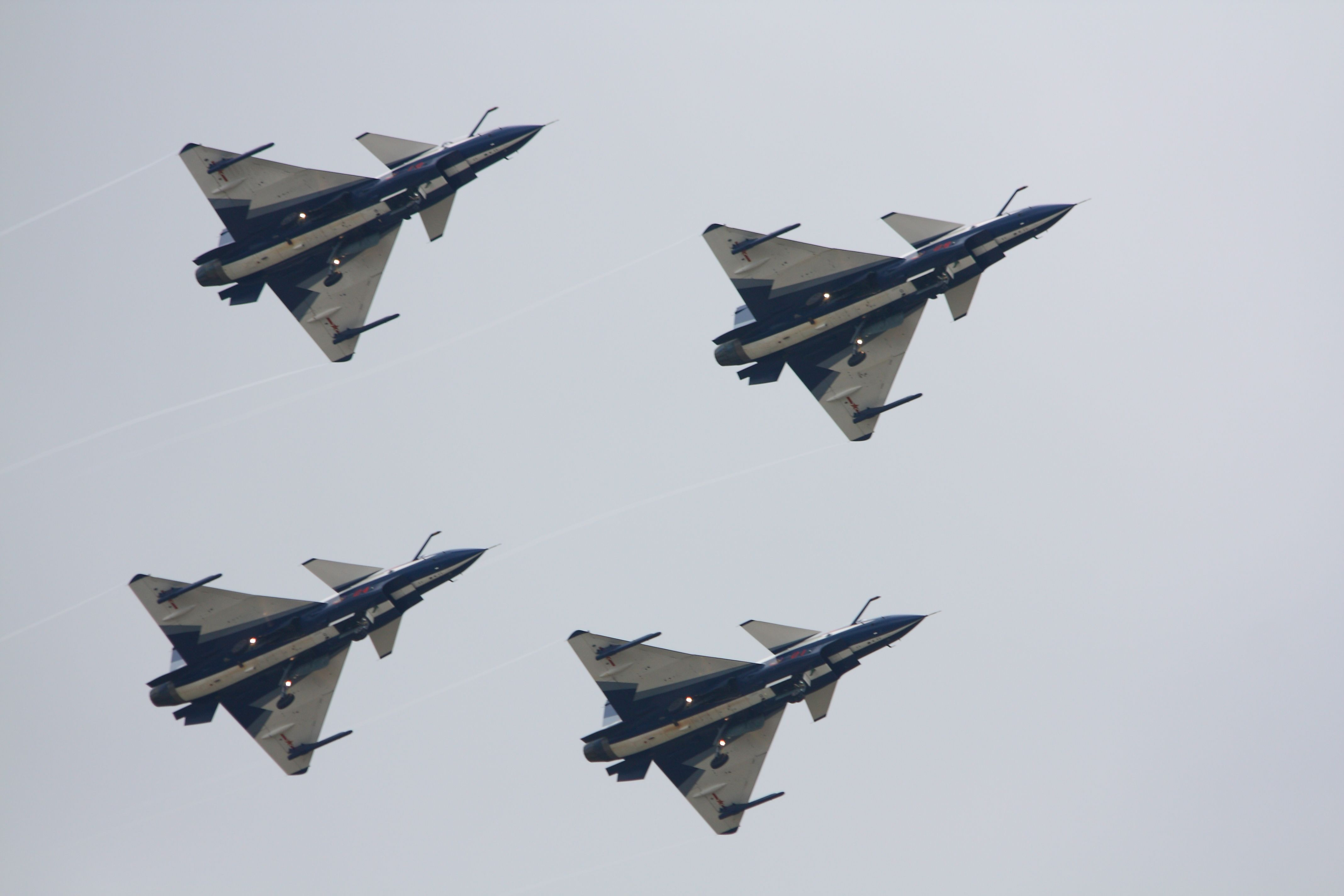
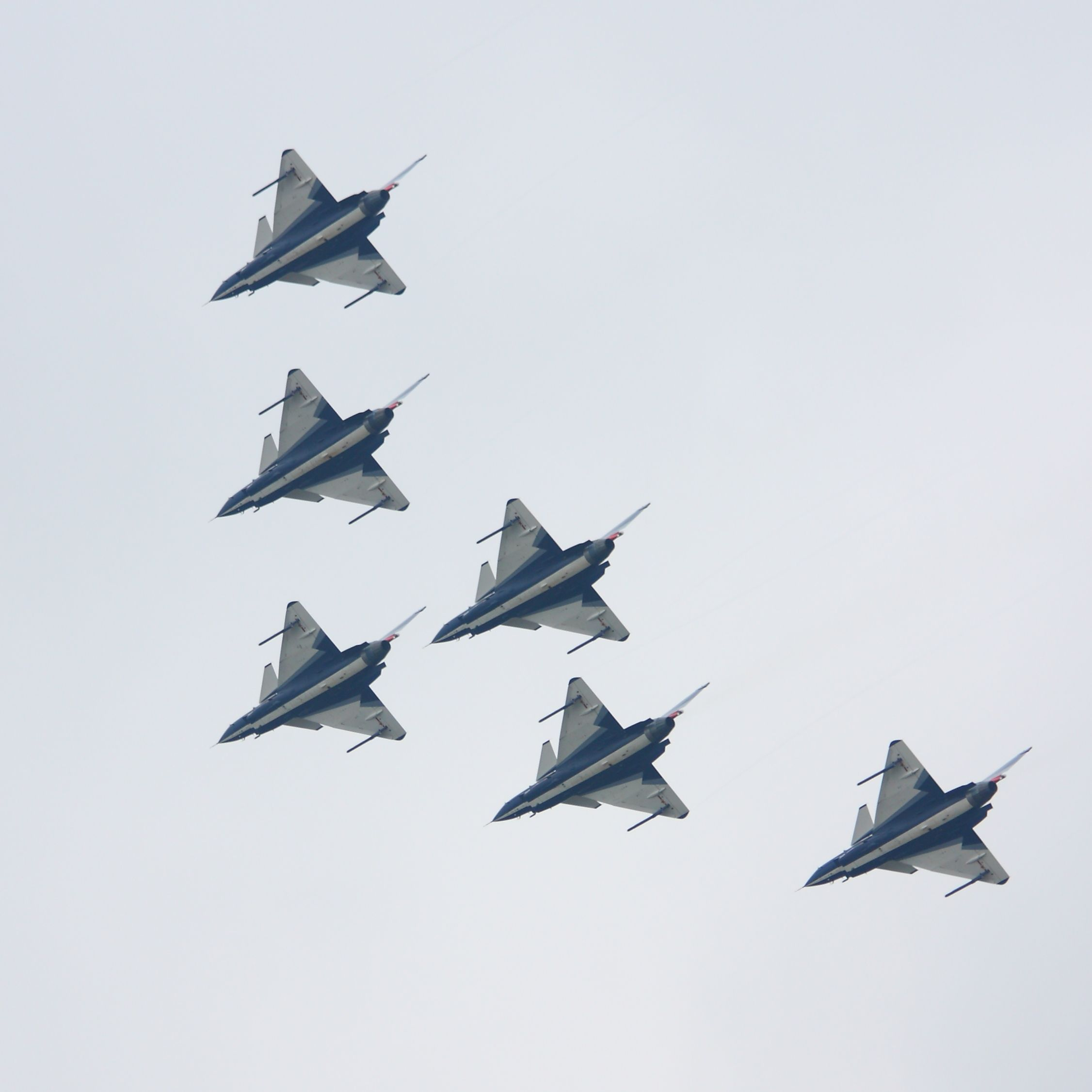
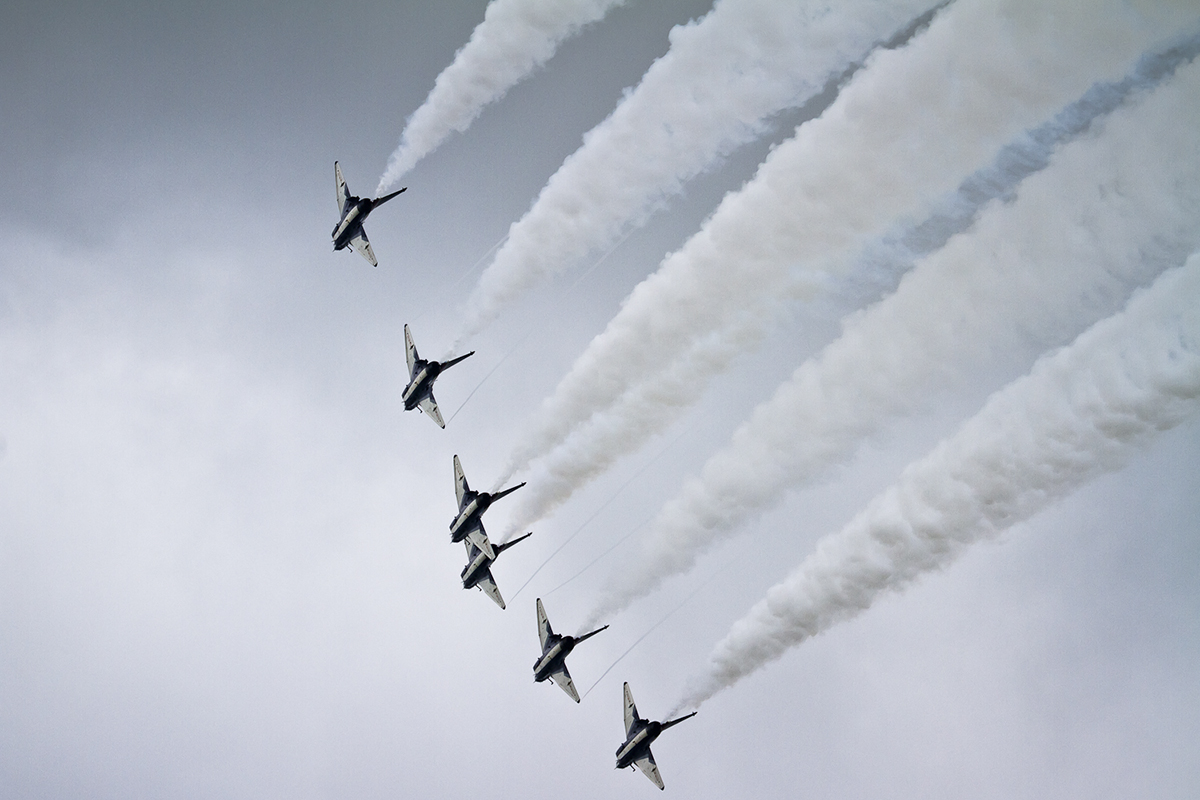

## 外部連結
- 中国空军60周年庆典之飞行表演（页面存档备份，存于）
- 中国空军八一飞行表演队的片段